# Calliptamus barbarus
Calliptamus barbarus of Costa's rosevleugel is een rechtvleugelig insect uit de familie veldsprinkhanen (Acrididae). De wetenschappelijke naam van deze soort is voor het eerst geldig gepubliceerd in 1836 door Oronzio Gabriele Costa.